# مجزرة يلكيكي
مجزرة يلكيكي هي مجزرة ارتكبتها الصين ضد مسلمين من عرقية الأويغور أثناء تأديتهم للصلاة في مكان خلاء وفق ما قال شهود عيان ومنظمات حقوقية دولية وأوضح شهود عيان وفق ما نقلته عنهم منظمة حقوقية ألمانية أن القتلى دفنوا في مكان الحادث مباشرة ولم يتم تسليم جثثهم لذويهم واعتبر حقوقيون أن ما جرى مذبحة لا تقبلها القوانين الدولية ولا حتى القانون الصيني 
وقالت المنظمات الحقوقية إن السلطات الصينية رفضت كل الدعوات للكشف عن تفاصيل الحادثة واكتفت بالقول إن القتلى إرهابيين 

وتقوم الحكومة بتضييق كبير على المسلمين حيث قامت الحكومة الصينية بمنع تداول المصاحف في تركستان الشرقية ، والكتب والدوريات الإسلامية، ومنع استخدام مكبرات الصوت لرفع الأذان بحجة إزعاج العامة، ومنع تطبيق الأحكام الشرعية في تنظيم الأحوال الشخصية التي تتعلق بالزواج والطلاق والميراث ، بالإضافة إلى منع استخدام اللغة المحلية في الخطابات الرسمية، وإخضاع المؤسسات التربوية للمناهج التعليمية الصينية 